# Чешское национальное движение

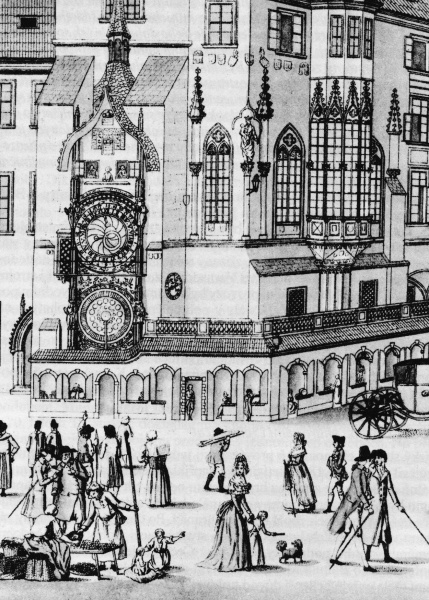
Жизнь в Праге в конце XVIII века

Чешское национальное движение (традиционно известное в историографии как Чешское национальное возрождение чеш. České národní obrození) — процесс, проходивший в чешских землях в составе империи Габсбургов, начиная примерно с последней трети XVIII века до 1848 года. Основной задачей руководителей этого процесса было повышение чешского языка снова до уровня языка учёных и пробуждение в людях чешского национального сознания. Национальное движение совпало с превращением феодальных общин в гражданское общество.
Среди деятелей национального движения были: Йо́сеф До́бровский, Йозеф Юнгман, Йозеф Каетан Тыл, Ка́рел Ги́нек Ма́ха, Вацлав Матей Крамериус, Боже́на Не́мцова, Франтишек Владислав Гек, Карел Яромир Эрбен, Ян Эвангелиста Пуркине, Ян Сватоплук Пресль, Франтишек Палацкий, Франтишек Мартин Пельцль, Франтишек Ладислав Ригер, Франтишек Сушил, Ян Православ Коубек, Франтишек Ладислав Челаковский, Карл Судимир Шнейдер.

## Состояние перед возрождением
На территории чешских земель в средние века и в начале Нового времени чешский язык использовался так же, как немецкий, тогда как понятие национального государства не существовало. В 1615 году, чешский ландтаг издал закон (Закон о языке 1615 года, так называемый «О сохранении древнечешского языка и его обучении», чеш. O zachování starožitného jazyka českého a vzdělání jeho), который предусматривал, среди прочего, что каждый новый поселенец на землях Чешской Короны должен был обучать своих детей чешскому языку. Это был предпринятый дворянством государственный интерес, который так и не вступил в силу. Однако из него родились значительные элементы современного национального сознания.
После Битвы на Белой Горе в стране начались репрессии в отношении чешского дворянства и шляхты, на их место стала в чешские земли стала перетекать иностранная знать, использовавшая немецкий язык в качестве своего родного и основного. В 1627 году императором и королём Фердинадом II была опубликована «Обновлённая земельная конституция» (чеш. Obnovené zřízení zemské, нем. Verneuerte Landesordnung) приравнявшая немецкий язык к чешскому. Немецкий язык приобретал постепенно становился более важным, а чешский постепенно был вытеснен не только у высшего класса общества и из области элитарной культуры, но и из всего государственного управления. Немецкий также стал языком науки и армии. В университетах преподавали на латыни. Письменный чешский язык по-прежнему сохранял высокий уровень в иезуитских изданиях. Чешский был основным или одним из языков обучения в гимназиях, где большая часть преподавания была поручена иезуитам. На чешском языке издавались книги с народным чтивом, крамаржские песни, а также религиозные просветительские книги и учебники.
Однако, несмотря ни на что, германизация общества росла всё больше. Немецкий язык использовался при общении с властями и чиновниками, названия чешских городов и общин были германизированы. Одним из первых публично защитившим чешский язык был иезуит Богуслав Балбин, который в 1672–1673 годах написал книгу «Апологетическая диссертация о славянском языке, особенно чешском» (лат. Dissertatio apologetica pro lingua Slavonica, praecipue Bohemica). После него постепенно появились и другие авторы духовной и светской литературы.

## Иосифизм
После серии войн в середине XVIII века, императрица Мария Терезия начала проводить реформы по модернизации Габсбургской монархии. В это время идеи Просвещения проникали в Европе как жизненное мироощущение и философское направление во всех областях жизни. В 1773 году Папа Римский Климент XIV упразднил орден иезуитов, что, однако, вызвало снижение уровня высшего и среднего образования в чешских землях. После упразднения ордена число гимназий в Богемии упало с 42 до 13, а в Моравии с 15 до 7. В чешских землях остался только один университет — Пражский, в котором с 1784 года языком обучения стал немецкий, который заменил латынь. В 1774 году было введено обязательное школьное обучение, в каждом католическом приходе в деревнях была создана начальная тривиальная школа, где ученики от 6 до 12 лет учились читать, писать и считать.
Сын и наследник Марии Терезии Иосиф II опубликовал в 1781 году два важных документа, оказавших большое влияние на дальнейшее развитие общества. Сначала 13 октября он издал «Эдикт о терпимости», по которому допускались другие религиозные конфессии, а 1 ноября был издан «Патент об отмене крепостного права», по которому подданные освобождались от прямой зависимости от своих господ. Таким образом, люди получили возможность передвигаться и селиться, учиться и вести предпринимательскую деятельность без ограничений, что имело большое значение для страны. 

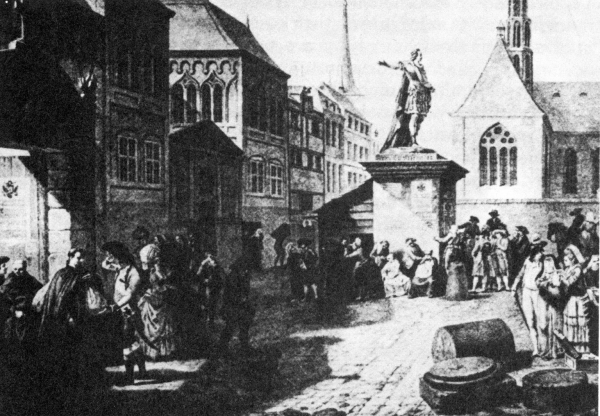
Монахи покидают монастырь

Иосиф II также упразднил монастыри, в чью основную деятельность не входило общественно-полезные деяния такие как обучение или лечение. В то же время значительное количество чешской и иностранной литературы, сосредоточенной в монастырских библиотеках, было уничтожено или разворовано, а страна потеряла значительные культурные ценности. Уже при Марии Терезии было запрещено создание вертепов в церквях, и Иосиф II подтвердил этот запрет. Несмотря на запрет, обычай создавать вертеп перенёсся в дома прихожан. Были также запрещены богослужения Девы Марии и особенно паломничества, которые ранее представляли собой почти единственное публичное выражение чешской культурной жизни, доступное для всех классов. Среди реформ Иосифа II было и введение немецкого языка в качестве официального языка и языка обучения. Немецкий язык стал обязательным во всех чешских университетах (помимо Пражского университета, существовал университет в Оломоуце, который в 1782 году был понижен в статусе до лицея), лицеях, гимназиях и так называемые главные школы в крупных городах. Родной язык (преимущественно чешский, в Моравии и Силезии скорее немецкий) преподавался в соответствии с составом населения в начальных тривиальных школах.

## Процесс возрождения
От второй половины XVIII века стал происходить процесс, в ходе которого этнические группы в различных государствах Европы постепенно превращались в нации. Первым это произошло на территории Германии, которая была раздроблена на ряд мелких государств. Зародилась идея единой Германии, которая выразилась в XIX веке, например, в тёрнеровском движении или студенческих буршеншафтах. Чехи также постепенно начинали осознавать свою национальную идентичность и в то время, когда происходили как положительные, так и отрицательные изменения, они начали процесс формирования современной чешской нации с целью ей последующей эмансипации в рамках австрийской монархии. Чешские деятели возрождения осознавали тот факт, что введение немецкого языка в качестве единственного языка в школах и университетах окажет неблагоприятное воздействие на дальнейшее развитие чешской интеллигенции и чешских высшего класса. Ведущей силой национального возрождения была преимущественно чешская интеллигенция (ученые, художники, священники, учителя и другие), наиболее видные представители которой впоследствии получили образное название национальные будители. Мотивацию для своей деятельности те искали чаще всего в чешском прошлом (историк Франтишек Палацкий, драматург Йозеф Каетан Тыл, поэт Карел Гинек Маха, писатели Вацлав Климент Клицпера, Прокоп Хохолоушек и многие другие), а также в других славянских народах, главным образом в России (Франтишек Ладислав Челаковский, Павел Йозеф Шафарик и Ян Коллар). Зарождается так называемая славистика — наука о славянских народах и их культуре.
Первоначальный языковой характер, представленный Йозефом Добровским и Йозефом Юнгманом, в конечном итоге перерос в формирование политической программы австрославизма Франтишека Палацкого. Карел Гавличек-Боровский продвигал эту программу в прессе того времени.
Для развития чешской науки и техники в 1769 году на чешских землях было создано «Частное ученое общество», которое через пять лет трансформировалось в «Чешское королевское общество наук».
Кроме того, сторонники национального возрождения стремились к улучшению общего образования для всех социальных классов чешского народа. Помимо школ, их средствами были театр, чешские книги и газеты, которые Вацлав Матей Крамериус начал издавать в пражской «Чешской экспедиции», заложив тем самым основу современного чешского издательского дела. Йозеф Кайетан Тыл внес свой вклад в развитие чешского театра не только как организатор, но и как драматург и драматург Ностицова театра (ныне Сословный театр), первого каменного театра в Чехии. Помимо него был создан и еще один театр – Боуда, где выступали чешские артисты. Театр был основан в 1786 году и через три года он обанкротился. Затем развитие завершилось формированием в 1850 году объединения по созданию Чешского национального театра.
В заключительный период возрождения, ориентировочно с конца первой трети XIX века, в создании национального самосознания участвовала и чешская литература. Своими оригинальными произведениями заложили основы современной чешской литературы Франтишек Ладислав Челаковский, Карел Гинек Маха, Божена Немцова, Карел Гавличек Боровский и Каролина Светла.

## Этапы возрождения
Национальное возрождение длилось примерно три четверти века и поэтому традиционно разделяется с разных точек зрения на несколько периодов. В чешской историографии выделяют три этапа.

### Оборонительный (консолидационный) этап (1775—1805 годы)
В этот этап язык защищался, это был период научного интереса. В этот период началось зарождение чешского театра, поэзия и журналистика. Это был период поиска патриотизма и сопротивления усилиям политики Иосифизма. Художники и учёные того времени черпают вдохновение в классицизме и Просвещении. Одной из важнейшей личностью того времени был Йозеф Добровский.
Другими важнейшими личностями были:
- историки: Геласий Добнер, Франтишек Мартин Пельцль;
- лингвисты: Йозеф Добровский;
- издатели: Вацлав Матей Крамериус;
- деятели театра: Прокоп Франтишек Шедивы, Вацлав Там и Карел Игнац Там;
- поэты: Антонин Ярослав Пухмайер, Себастиан Гневковский, Войтех Неедлый и Ян Неедлый.

### Фаза наступления (1805—1830 годы)
Это был период патриотической агитации. Необходимо было распространять и развивать чешский язык (создаётся Чешско-немецкий словарь), создавать чешскую техническую терминологию и создавать чешскую историографию. Целью этих тенденций было пробудить интерес к прошлому страны. Широкой общественности стали известны Зеленогорская и Краловедворская рукописи, вызвавшие большой общественный интерес. Впоследствии было подтверждено, что рукописи были подделкой. Одной из важнейшей личностью того времени был Йозеф Юнгман.
Другими важнейшими личностями были:
- историки: Вацлав Климент Клицпера, Матей Копецкий и Ян Непомук Штепанек;
- лингвисты: Йозеф Юнгман и другие лингвисты «Юнгмановой школы» (Матей Полак, Антонин Марек, Ян Эвангелиста Пуркине, Ян Сватоплук Пресль, Карел Борживой Пресль и Антонин Юнгман);
- Франтишек Палацкий, Павел Йозеф Шафарик, Ян Коллар, Франтишек Ладислав Челаковский.

### Кульминационный этап возрождения (1830—1848 годы)
Это был период победы национального возрождения, ставшего уже общенациональным движением. Одной из важнейшей личностью того времени был Франтишек Палацкий.
Этот этап разделился на три части:
- Всё ещё связанное с национальным возрождением;
- Романтизм (Карел Гинек Маха);
- Начало реализма (Божена Немцова);

Концом национального возрождения обычно называют 1848 год, когда в Европе прошла Весна народов, не миновавшая также чешских земель. В других случаях, окончанием национального возрождения считается период после увольнения министра внутренних дел Александра фон Баха в 1859 году и восстановления парламентаризма февральским патентом 1861 года.